# Чемпионат СССР по фигурному катанию 1964
Чемпионат СССР по фигурному катанию 1964 года — соревнование по фигурному катанию среди советских фигуристов сезона 1963—1964 года, организованное Федерацией фигурного катания на коньках СССР.
Спортсмены соревновались в мужском и женском одиночном катании, парном фигурном катании и в спортивных танцах на льду.
Проведен на открытом стадионе «Динамо», в дни исполнения произвольных программ трибуны которого были полностью заполнены зрителями.
В произвольной программе мужчин высокую культуру исполнения и выразительную программу продемонстрировали москвич А.Веденин и киевлянин В.Тарасов. В.Куренбин выполнил самую трудную программу, включив в неё сложные прыжки и связки. Более гармонично сочетали сложность и артистизм С.Четверухин и А.Мишин. В.Мешков, лидировавший после обязательных фигур, подвернул ногу во время выступлений и не смог выполнить сложные прыжки, выиграв за счет преимущества в фигурах. Киевлянин Ю.Орлов исполнил программу в хорошем темпе, на высокой скорости, включил в неё оригинальные элементы и сложные прыжки, но отставание в фигурах не позволило занять высокое место по сумме двух видов.
Соревнования женщин в произвольной программе проходили в сложных погодных условиях, при сильном порывистом ветре. Отмечалось, что несмотря на это спортсменки «выступили мужественно, с подъёмом». Т. Немцова с большим артистизмом раскрыла содержание музыки, чисто выполнила элементы. Удачно выступила дебютантка взрослого чемпионата, москвичка Ирина Аниканова. Большое преимущество после фигур Т. Братусь, несмотря на несколько падений и срывов в произвольной программе, позволило ей удержаться на первом месте по сумме двух видов.
Фавориты соревнований в танцах Н.Велле и А.Трещев допустили срывы и исполнили программу ниже своих возможностей. А дебютанты чемпионата, Л.Пахомова и В.Рыжкин выиграли обязательную и произвольную программы и стали чемпионами.

## Результаты

### Мужчины
| Место | Имя                         | Сумма баллов | Сумма мест |
| ----- | --------------------------- | ------------ | ---------- |
| 1     | Валерий Мешков Москва       | 1768,9       | 9          |
| 2     | Сергей Четверухин Москва    | 1736,8       | 16         |
| 3     | Алексей Мишин Ленинград     | 1709,4       | 24         |
| 4     | Владимир Куренбин Ленинград | 1702,7       | 26         |
| 5     | Александр Веденин Москва    | 1675,4       | 36         |
| 6     | Юрий Орлов Украинская ССР   | 1643,9       | 42         |

### Женщины
| Место | Имя                      |
| ----- | ------------------------ |
| 1     | Тамара Братусь Ленинград |
| 2     | Татьяна Немцова Москва   |
| 3     | Татьяна Логинова         |

### Пары
| Место | Имя                                           | Сумма баллов | Сумма мест |
| ----- | --------------------------------------------- | ------------ | ---------- |
| 1     | Людмила Белоусова / Олег Протопопов Ленинград | 248,0        | 7          |
| 2     | Татьяна Шаранова / Александр Горелик Москва   | 227,2        | 17         |
| 3     | Татьяна Тарасова / Георгий Проскурин Москва   | 228,4        | 18         |
| 4     | Людмила Олехова / Андрей Олехов Москва        | 219,5        | 29         |
| 5     | Светлана Вараксина / Альфред Корытэк РСФСР    | 210,4        | 47         |
| 6     | Людмила Суслина / Сергей Кононыхин Москва     | 207,2        | 51         |

### Танцы
| Место | Имя                                     |
| ----- | --------------------------------------- |
| 1     | Людмила Пахомова / Виктор Рыжкин Москва |
| 2     | Надежда Велле / Александр Трещев        |
| 3     | Валентина Лекомцева / Игорь Чикишев     |